# Platylabus caeruleus
Platylabus caeruleus är en stekelart som först beskrevs av Cameron 1901.  Platylabus caeruleus ingår i släktet Platylabus och familjen brokparasitsteklar. Inga underarter finns listade i Catalogue of Life.